# UB-612
UB-612 ويُعرف أيضًا باسم يو بي-612، هو لقاح مرشح ضد مرض فيروس كورونا، تعمل شركة «يونايتد بيوميديكال» متعددة الجنسيات - مقرها في نيويورك - على تطويره وإنتاجه بتقنية وحدات البروتين الفرعية عبر شركتها الفرعية «كوفاس إكس» (بالإنجليزية: COVAXX)‏ وشركة «داسا» البرازيلية (بالبرتغالية: Diagnosticos da America SA‏)، وهو مخصص للإعطاء عن طريق الحقن العضلي.